# 소성 (물리학)
1. True elastic limit
2. Proportionality limit
3. Elastic limit
4. Offset yield strength

1. Ultimate strength
2. Yield strength (yield point)
3. Rupture
4. Strain hardening region
5. Necking region

1. Apparent stress (F/A0)
2. Actual stress (F/A)

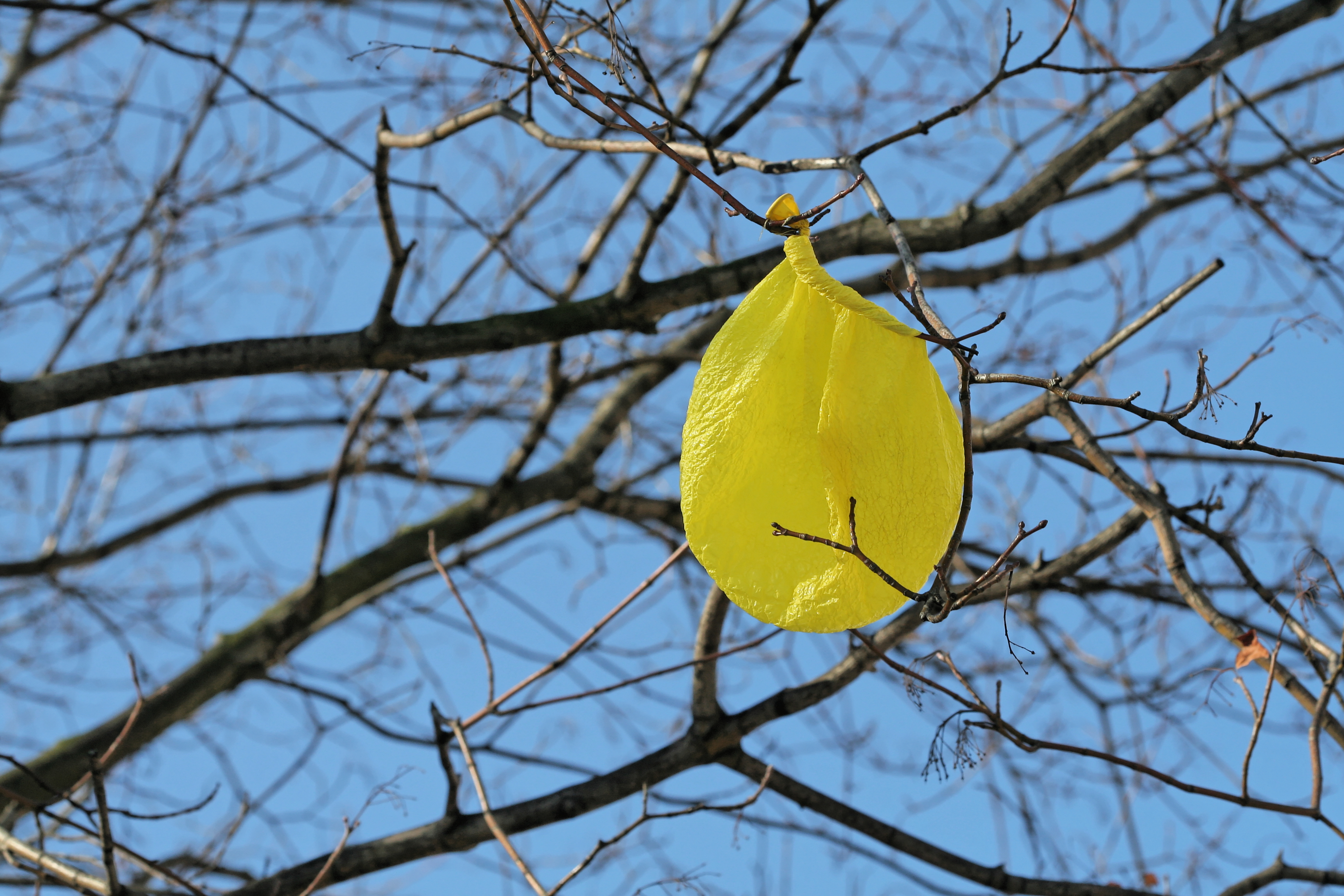

빚음성(plasticity, 소성) 또는 가소성(유연성)은 힘을 가하여 변형시킬 때, 영구 변형을 일으키는 물질의 특성을 가리킨다. 연성과 전성이 있다. 점토를 손으로 만지면 그 모양이 변하여, 손을 치워도 변형된 채로 남는다. 이러한 성질이 가소성이다. 하중을 완전히 제거한 후에도 남아 있는 변형을 영구 변형 또는 잔류 변형이라 한다. 이 특성은 가공 용이성을 의미하므로, 금속 가공에서 중요하게 쓰인다. 또한 이 특성을 결정학적으로 설명하는 데 성공한 것이 Orowan에 의한 전위론이다.
또한 탄성체의 소성이란 탄성한계를 넘어선 용수철 등의 탄성체가 갖는 고유한 성질이다.

## 물리적 기전

### 금속에서

#### 층밀림대
결정 내에 다른 결함이 있으면 전위가 얽히거나 그렇지 않으면 미끄러지는 것을 방해할 수 있다. 이런 경우 가소성은 재료의 특정 영역에 국한된다. 결정의 경우 이러한 국한된 가소성 영역을 층밀림대(shear band, 전단대)라고 한다.

### 비정질 재료

#### 균열
균열(crazing, 잔금)

## 결정질 재료의 시간 독립적인 항복 및 빚음성 흐름
단결정과 다결정 모두에서 시간에 독립적인 빚음성 흐름(plastic flow, 소성 흐름, 플라스틱 흐름, 소성 유동)은 임계/최대 분해 층밀림 변형력(τCRSS)으로 정의되며, 이는 단일 슬립 시스템의 평행한 슬립 평면을 따라 전위 이동을 시작하여 결정질 재료에서 탄성에서 소성 변형 거동으로의 전환을 정의한다.

## 같이 보기
- 항복 (공학)
- 아터버그 한계
- 변형 (공학)
- 푸아송 비
- 탄성